# Måns Nilsson

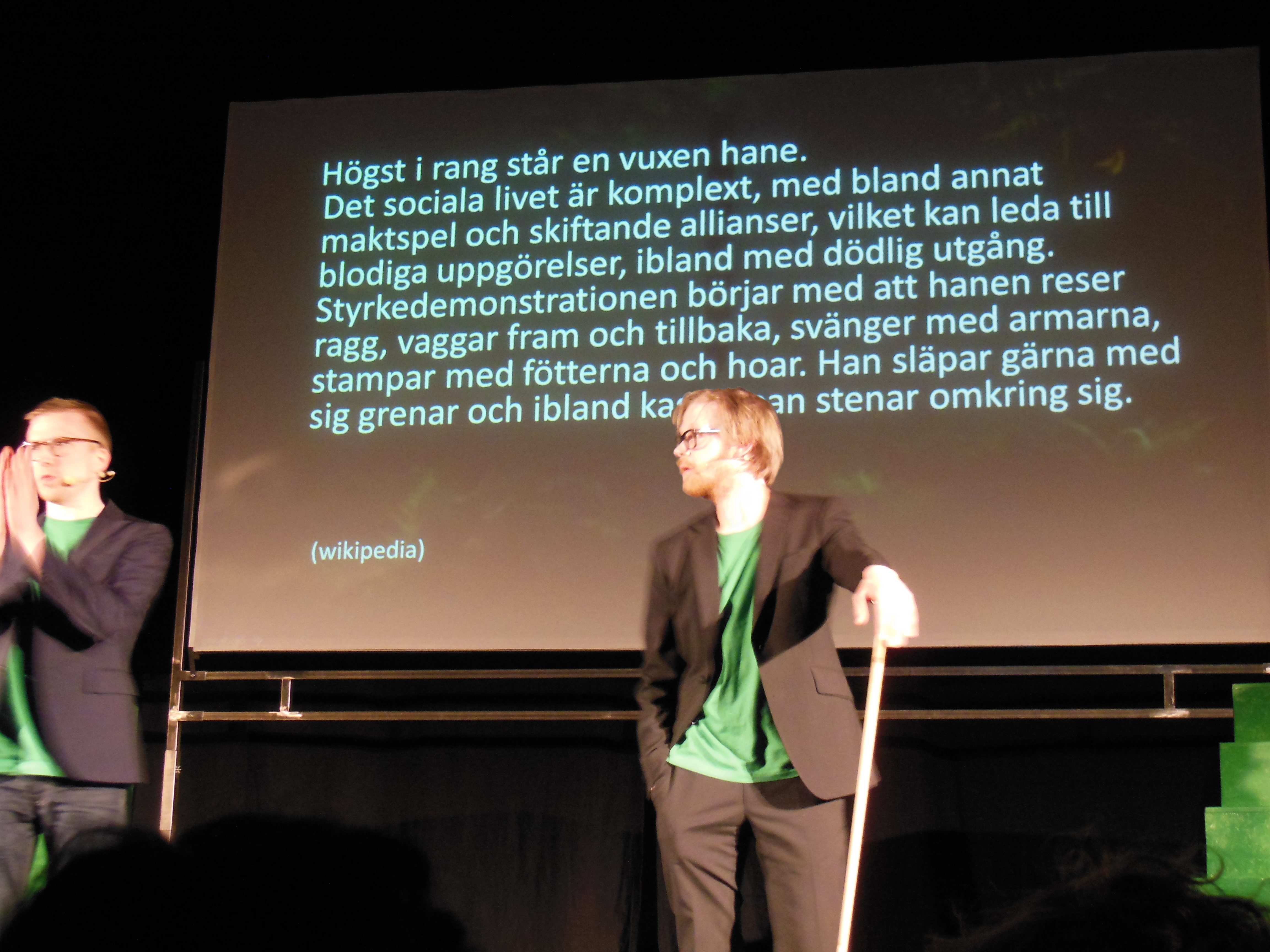
Måns Nilsson (till vänster) och Anders Johansson (till höger) i föreställningen Primater med topplån. På duken bakom projiceras ett utdrag ur Wikipediaartikeln Schimpans.

Måns Robin Stefan Nilsson, född 16 september 1977, är en svensk komiker och författare. Han är ena halvan av komikerduon Anders och Måns, där den andra halvan utgörs av Anders Johansson. Nilsson har medverkat i radio- och TV-program såsom Så funkar det, Anders och Måns och SVT:s julkalender, Skägget i brevlådan.

## Biografi
Nilsson är uppvuxen i Stora Bjällerup utanför Lund. Under studietiden i Lund ledde Nilsson, tillsammans med Anders Johansson, radioprogrammet Vanilj i studentradiostationen Radio AF. Nilsson var även aktiv i student-TV-stationen Steve, där han bland annat gjorde musikreportage i programmet Syre och humor i Natt-TV[källa behövs].
1998 var Nilsson med och startade radioprogrammet Wallraff som sändes i Sveriges Radio P3 fram till 2001. Samma år startade han, tillsammans med Johansson, radioprogrammet Så funkar det i samma kanal. Programmet sändes fram till 2004. År 2003 sändes första avsnittet av TV-serien Anders och Måns, som sändes i totalt två säsonger i SVT. I oktober 2006 sändes första avsnittet av TV-serien Fråga Anders och Måns med samma upplägg som radioprogrammet Så funkar det. Programmet sändes i en säsong, och året därpå regisserade Nilsson TV-serien Centralskolan.
I december 2008 medverkade Nilsson och Johansson både i SVT:s julkalender, Skägget i brevlådan och SR:s julkalender Klappkampen. Detta var första gången sedan 1976 som SVT och SR sände julkalendrar med samma karaktärer i både radio och TV. Nilsson skrev, tillsammans med Kalle Lind, manus till julkalendrarna, och spelade en av de tre huvudrollerna, tillsammans med Anders Johansson och Sandra Huldt. I januari 2009 släpptes boken Duvflöjtens härskare den första av tre böcker om karaktärerna Klas, Lage och Renée från julkalender. Böckerna är, precis som julkalendern, skrivna av Lind och Nilsson.
2010 visades dramaserien Succéduon i SVT, där Nilsson och Johansson spelar huvudrollerna, och under 2013 turnerade de båda med humorshowen Primater med topplån, regisserad av Adde Malmberg.Sista föreställningen framfördes 7 december i Östersund.
Han medverkade i tv-serien Sommaren med släkten 2019 på Kanal 5. 2020 började Nilsson skriva en serie kriminalromaner om Österlen ihop med författaren Anders de la Motte.
Nilsson har även medverkat i Intresseklubben, Tredje makten, varit ersättare i Time out och varit gäst i 100 höjdare på Kanal 5.[källa behövs] Nilssons styvfar är komikern Bärra Andersson.